# Las González
Las González é uma telenovela venezuelana exibida em 2002 pela Venevisión.

## Elenco
- Gaby Espino como Alelí González
- Jorge Reyes como Gamboa Robinson
- Adrian Delgado como Antonio Da Silva
- Alba Roversi como Orquidea González
- Victor Camara como Rómulo Trigo
- Fabiola Colmenares como Lirio
- Carlos Mata como Cristóbal Rojas
- Gigi Zanchetta como Violeta González
- Carlos Olivier como Mora Cayetano
- Caridad Canelon como Hortensia
- Aroldo Betancourt como Próspero
- Beatriz Valdés como Magnolia
- Yanis Chimaras como Américo
- Nohely Arteaga como Camelia González
- Pedro Lander como Walter Piña
- Denise Novell como Gladiola González
- Roberto Lamarca como Otto de Jesús
- Lourdes Valera como Bromelia
- Raúl Amundaray como Ubaldo
- Eva Moreno como Doña Gonzala
- José Luis Zuleta como Ariel
- Elaiza Gil como Jasmin
- Maritza Bustamante como Amapola
- Elizabeth Morales como Trinitaria Pérez
- Beba Rojas como Azalea
- María Antonieta Duque como Gardenia
- Beatriz Fuentes como Geranio
- Maria Edilia Rangel como Begoña
- Samantha Suárez como Margarita
- Kimberly Dos Ramos como Petunia
- Michelle Nassef como Rosita
- Adrian Duran como Cayetanito
- Jorge Salas como Romulito
- Mhinniutk Cohelo como Gladiolita
- Jesús Aponte como Yefri